# Zohar (Vorname)
Zohar ist ein weiblicher und männlicher Vorname, dem zwei verschiedene hebräische Wörter zugrunde liegen können.

## Herkunft und Bedeutung
Der Name Zohar kann die Transkription für zwei verschiedene hebräische Namen sein.
In der Bibel ist Zohar, hebräisch צֹחַר ṣōḥar, ein männlicher Vorname. Er geht auf die Wurzel *ṢḤR „weißrötlich sein“, „gelblich sein“ zurück.
Darüber hinaus existiert der Unisexname Zohar, hebräisch זֹהַר zōhar, der von der gleichlautenden Vokabel abgeleitet ist und „Glanz“ bedeutet.

## Verbreitung
Der Name צֹחַר ṣōḥar wird in der Bibel von drei verschiedenen Männern getragen.
Der Name זֹהַר zōhar hat sich in Israel als Frauenname unter den 100 beliebtesten Vornamen etabliert.

## Varianten
Der Name צֹחַר ṣōḥar wird in der Vulgata mit Saher, Soer und Soor wiedergegeben. Die Septuaginta verwendet die Variante Σααρ Saar, während Josephus Σόαρος Sóaros schreibt. Außerdem kann der Name mit Zochar, Tsochar oder Tzochar transkribiert werden.
Der Name זֹהַר zōhar lässt sich auch als Sohar transkribieren. Die genuin weibliche Variante des Namens ist זָהֳרָה zahårâ und Zahara, Sahara oder Sahora.

## Bekannte Namensträger

### Weiblich
- Zohar Fraiman (* 1987), israelische Malerin

### Männlich
- Zohar Fresco (* 1969), israelischer Perkussionist und Komponist
- Zohar Komargodski (* 1983), israelischer theoretischer Physiker
- Zohar Manna (1939–2018), israelisch-US-amerikanischer Informatiker
- Zohar Strauss (* 1972), israelischer Schauspieler

## Orte im modernen Israel
Entsprechend den beiden Varianten wurden 2 Orte in Israel, die nah beieinander liegen, benannt:
- Das Dorf Zohar ( Tzochar) in der Region Eschkol südöstlich vom Gazastreifen, "benannt nach einem der Söhne .. Simeons (1. Mose 46,10 EU), dessen Stammesgebiet in dieser Gegend lag."[5]
- Der Moshaw Sohar nordöstlich vom Gazastreifen.